# (10250) Hellahaasse
(10250) Hellahaasse – planetoida z pasa głównego asteroid okrążająca Słońce w ciągu 3 lat i 208 dni w średniej odległości 2,34 j.a. Została odkryta 25 marca 1971 roku przez Cornelisa i Ingrid van Houtenów na płytach Palomar Schmidt wykonanych przez Toma Gehrelsa. Nazwa planetoidy pochodzi od Helli Haasse (ur. 1918), holenderskiej pisarki. Przed nadaniem nazwy planetoida nosiła oznaczenie tymczasowe (10250) 1252 T-1.